# Bekhofschaans
De Bekhofschaans (Bekhofschans) is een natuurgebied en verdedigingsschans langs de Linde tussen Oldeberkoop en Nijeberkoop. De naam is ontleend aan de buurtschap Bekhof. Het gebied uit 1593 is het enige overblijfsel van een verdedigingsschans uit de Friese Waterlinie.
De kleine schans, gebouwd tijdens de Tachtigjarige Oorlog in 1623, maakte in het rampjaar 1672 deel uit van de Friese verdedigingswerken tegen de Spanjaarden, die dwars door Zuidoost-Friesland liepen. De schans diende als een vooruitgeschoven grenspost en had een waarschuwingsfunctie voor het achterliggende gebied. 
In 1979 werd op de schans een kanon gevonden dat vervolgens werd opgesteld in het centrum van Oldeberkoop. In 2007 werden de contouren van de vervallen schans weer zichtbaar gemaakt. Enkele bomen werden gespaard en er werd een replica van een oude poort en een palissadenrij aangebracht. Ook werd de veldslag tegen het leger van Bommen Berend van augustus 1673 nagespeeld. Negen jaar later werd besloten de poort te vervangen door een haag, omdat hij rot was.
Het gebied kwam door een schenking in bezit van It Fryske Gea. Omdat het nabijgelegen het Stuttebos eigendom is van Staatsbosbeheer doet die organisatie ook het beheer van de schans.
Bij de schans is een natuurkampeerterrein.
Aeltsjemar
· De Alde Feanen
· Bakkeveense Duinen
· Bancopolder
· Bekhofschaans
· Bjirmen
· Blauhúster Puollen
· Bocht fan Molkwar
· Botmar
· Bouwepet
· Buismans Einekoai
· Bûtenfjild
· Van Coehoornbosk
· Delleboersterheide
· Diakonieveen
· Dobbe Stienser Aldlân
· Dobben Hurdegarypsterwarren
· Dunegeaster- en Follegeasterpolder
· Dyksfearten
· Eanjumerkolken
· Easterskar
· Einekoai Piaam
· Einekoaien Lytse Geast
· De Fluezen
· Grikelân en Turkije
· Grutte Wielen
· Heide Hulstreed
· De Hon
· Huitebuersterbûtenpolder
· Joodse begraafplaats Tacozijl
· Joodse begraafplaats Noordwolde
· Kapellepôle
· Ketelermar
· Ketliker Skar
· Kobbelân
· Lendebos
· Lindevallei
· Liphústerheide
· Makkumersúdmar
· Makkumerwaarden
· Mandefjild
· Martenastate
· Meulebos
· Meulereed
· Mokkebank
· Mûntsebuorsterpolder
· Noard-Fryslân Bûtendyks
· 't Oerd
· Ottema Wiersma reservaat
· Park Huize Olterterp
· Park Jongemastate
· Peazemerlannen
· Petgatten De Feanhoop
· Polders Koarnwert
· Ringwiel
· Rysterbosk
· De Ryp
· Schaopedobbe
· Séfonsterpolder
· Sippen-finnen
· Skiedingsboskje
· Slachtedyk
· Steile Bank
· Stokersdobbe
· Sudermarpolder
· Syp Set
· Taconisbosk
· Tsjongerwâlen
· Teroelster Sipen
· Unlân fan Jelsma
· Van Asperen einekoaien
· Warkumermar
· Warkumerwaard
· 't West
· Wilhelmina-oard
· Ychtenerfeanpolder